# اش ریج (ویسکانسین)
اش ریج (به انگلیسی: Ash Ridge) یک منطقهٔ مسکونی در ایالات متحده آمریکا است که در بلوم واقع شده‌است. اش ریج ۳۹۱٫۰۶ متر بالاتر از سطح دریا واقع شده‌است.